# Monique Prada
Monique Prada (Porto Alegre) é uma prostituta, ativista e escritora brasileira.

## Biografia
Gaúcha, iniciou a carreira na prostituição quando estava com 19 anos e era estagiária. Na ocasião, considerou que o trabalho sexual era uma opção mais atraente.
Militante em defesa dos direitos das trabalhadoras sexuais, criou em 2012 o site Mundo Invisível, dedicado a debates e notícias sobre o tema. Presidiu a Central Única de Trabalhadoras e Trabalhadores Sexuais (Cuts) e integrou o Grupo Assessor da Sociedade Civil da ONU Mulheres. É defensora do Projeto de Lei 4.211/2012, do deputado Jean Wyllys, que regulamenta a profissão.
Publicou em 2018 seu primeiro livro, Putafeminista, em que relata sua carreira e seu contato com o feminismo, que a levou a tornar-se ativista.

## Obras
- 2018 - Putafeminista - Editora Veneta[10]